# Salàpia
Salàpia (llatí: Salapia grec antic: Σαλαπία) moderna Salpi, va ser una important ciutat de la Pulla a la costa de la mar Adriàtica de la que la separava la llacuna d'aigua salada coneguda per Salapina Palus (modern Lago di Salpi). Estrabó diu que tenia un port important que utilitzaven tant la ciutat d'Arpi com la de Canusium.
Era una ciutat independent, poblada pels daunis que va rebre influències hel·lèniques probablement de Tàrent. La tradició deia que l'havia fundada Diomedes d'Argos, com altres ciutats de la rodalia, però també es deia que era una colònia de Rodes. Apareix per primer cop a la Segona Guerra Púnica, quan l'any 216 aC es va declarar a favor Hanníbal i era una de les places fortes del general cartaginès que hi va establir magatzems de gra i la va usar com a quarter d'hivern l'any 214 aC. El 213 aC, després de la pèrdua d'Arpi, Hanníbal hi va deixar una guarnició; el 210 aC el cap del partit favorable a Roma, Blasius, va prendre el poder i va matar a la guarnició númida. Hanníbal la va voler recuperar després de la mort de Marc Claudi Marcel el 208 aC per una estratagema però va fracassar i les seves forces van ser rebutjades amb fortes pèrdues, explica Titus Livi.
A la guerra social va estar entre les ciutats revoltades i la va conquerir el pretor Gai Cosconi, que la va destruir cremant-la fins als fonaments. La van reconstruir, però ja va ser una ciutat poc important, i a més molt afectada per la malària provocada per la veïna llacuna. Marc Hostili la va traslladar a uns 6 km del seu emplaçament i prop de la costa, en època incerta ja durant l'Imperi, va fer drenar la llacuna i la va comunicar amb el mar, construint-hi un gran port. El Liber Coloniarum l'esmenta com a Colònia romana. Va desaparèixer després de la caiguda de l'Imperi.
Queden les ruïnes de la vella ciutat al costat del llac. La ciutat fundada per Hostili correspon segurament a algunes restes trobades a Torre di Salpi.